# F3型柴油机车
F3型柴油机车是美国通用汽车电气动力分部（GM-EMD）在第二次世界大战结束后推出的一款干线货运柴油机车，也是F系列柴油机车当中最畅销的车型之一，销量仅次于后来推出的F7型柴油机车。1945年7月至1949年2月期间，通用汽车电气动力分部共生产了1807台F3型柴油机车，包括1111台设有司机室的A节机车和696台无司机室的B节机车，主要用户包括联合太平洋铁路、南太平洋鐵路、南方铁路、賓夕法尼亞鐵路、大北方铁路、巴爾的摩與俄亥俄鐵路、伯靈頓鐵路、聖塔菲鐵路、芝加哥大西方铁路、大西洋海岸铁路、紐約中央鐵路、芝加哥和西北鐵路等一级铁路公司。此外，F3型柴油机车还收到来自加拿大国家铁路的订单。
F3型柴油机车仍然沿用了F系列柴油机车的一贯结构，同样采用“斗牛犬”式流线型外观的整体承载结构棚式车体，机车走行部为两台布贝格B型二轴转向架。每节机车装用一台16气缸的16-567B型二冲程柴油机，与FT型柴油机车使用的16-567型柴油机相比，该型柴油机改进了辅助传动齿轮及气缸盖支座，额定转速仍为每分钟800转，平均有效压力提高到每平方英寸92磅（每平方厘米6.47公斤），燃料消耗量下降至0.382磅/有效马力·小时（173克/有效马力·小时），装车功率亦由1350马力提高至1500马力。传动系统采用直—直流电传动，柴油机直接驱动一台D12型直流发电机，发出的直流电供给四台D17B型直流牵引电动机，也有部分后期制造的机车改为安装与F7型柴油机车通用的D27B型牵引电动机。